# Уманкулов Ургази
Ургази Уманкулов (1907, село Курменти Пржевальського повіту Семиріченської області, тепер Тюпського району Іссик-Кульської області, Киргизстан — 1997, місто Бішкек, Киргизстан) — киргизький радянський діяч, секретар ЦК КП(б) Киргизії.

## Біографія
Член ВКП(б).
З грудня 1939 року — 1-й заступник народного комісара текстильної промисловості Киргизької РСР.
24 травня 1941 — 8 вересня 1942 року — секретар ЦК КП(б) Киргизії з промисловості.
8 вересня 1942 — 1943 року — секретар ЦК КП(б) Киргизії з харчової промисловості. 
На 1945—1946 роки — заступник секретаря ЦК КП(б) Киргизії з харчової промисловості, торгівлі та громадського харчування.
До 1960 року працював директором Фрунзенського хлібозаводу.
Подальша доля невідома.
Потім — персональний пенсіонер у місті Фрунзе (Бішкеку). Помер у 1997 році.

## Звання
- капітан

## Нагороди
- медаль «За перемогу над Німеччиною у Великій Вітчизняній війні 1941—1945 рр.» (1945)